# Lindsay L. Cooper
Lindsay L. Cooper (18. ledna 1940 Glasgow – 19. června 2001 Edinburgh) byl skotský kontrabasista, baskytarista a violoncellista. Strávil čtyři roky jako lodní muzikant, poté nahrával s různými hudebníky, včetně Dereka Baileyho, Mika Oldfielda nebo Strawbs.
Glasgowský rodák Cooper se roku 1965 přestěhoval do Londýna, kde se stal profesionálním hudebníkem. Mezi lety 1965 a 1967 a poté znovu v roce 1970 hrál Cooper na zámořských lodích (např. Queen Mary). V letech 1972 a 1973 studoval s kontrabasistou Peterem Indem. Roku 1978 se Cooper přestěhoval do Curychu, do Skotska se ale o 12 let později vrátil.
Mezi hudebníky, se kterými Lindsay L. Cooper koncertoval nebo nahrával patří Evan Parker, Keith Tippett, Mike Oldfield, Derek Bailey, Kenny Wheeler, Ken Colyer, Bobby Bradford a Lol Coxhill. Také spolupracoval se skupinami Strawbs, The Bill Wells Octet a mnoha dalšími jazzovými, rockovými a folkovými kapelami.